# Angelina Fioretti
Angelina Fioretti (Milà?, 1846 - Milà, 7 de juliol de 1879), fou una primera ballarina italiana de dansa clàssica del romanticisme. Inicià la seua carrera en el cos de ball del Teatro alla Scala. El 18 de desembre de 1863 debutà en el Ballet de l'Òpera de París, en un divertissement del Moisès de Rossini, coreografiat pel cèlebre Lucien Petipa, i durant els anys següents aquest mateix coreògraf li confià els papers principals en molts dels seus muntatges, com ara en Roland à Roncevaux, amb música d'Auguste Mermet, el 3 d'octubre de 1864, i com a Thérèse en Le roi d'Yvetot, amb música de Théodore Labarre, el 28 de desembre de 1865. Aquest mateix any, el 26 de maig, feu el paper principal de Néméa ou l'amour vengé, coreografia d'Arthur Saint-Léon amb música de Léon Minkus, i l'any següent, el 2 d'abril, Saint-Léon havia ideat per a ella el seu divertissement des roses durant el Don Giovanni de Mozart, una variació sobre el cèlebre rondó alla turca. Entre les altres coreografies de Saint-Léon que interpretà amb èxit és d'esmentar, el 21 d'octubre de 1867, el paper de Gulnare en Le corsaire, de Joseph Mazilier, amb música d'Adolphe Adam i Léo Delibes, que li elogià la tècnica impecable i la sensibilitat interpretativa. La seua última actuació de relleu va tenir lloc el 3 de març de 1869, en el paper d'Hélène del divertissement del Faust de Charles Gounod, amb una coreografia que encara avui es recorda com l'obra mestra d'Henri Justamant, el successor de Lucien Petipa en la direcció del Ballet de l'Òpera de París. L'any següent encara interpretà la coreografia de Saint-Léon en Coppélia, de Léo Delibes, abans de deixar definitivament els escenaris en casar-se a Londres amb el baríton Napoleone Verger, el 18 de juliol de 1870.